# گوران میلویویچ
گوران میلویویچ (انگلیسی: Goran Milojević؛ زادهٔ ۶ دسامبر ۱۹۶۴) بازیکن سابق یوگسلاو و مربی فوتبال اهل صربستان است.
از باشگاه‌هایی که در آن بازی کرده‌است می‌توان به باشگاه ورزشی رئال مایورکا، باشگاه فوتبال استاد برستوا ۲۹، باشگاه فوتبال ویارئال، باشگاه فوتبال سلتاویگو، باشگاه فوتبال ستاره سرخ بلگراد، باشگاه فوتبال آمریکا، و باشگاه فوتبال پارتیزان اشاره کرد.
وی همچنین در تیم ملی فوتبال یوگسلاوی بازی کرده‌است.